# Johann Fernberger
Johann Fernberger von Aur, avstrijski general, * 1511, † 1584.